# Овинников, Сергей Михайлович
Сергей Михайлович Овинников (1922—1943) — сержант Советской Армии, участник Великой Отечественной войны, Герой Советского Союза (1943).

## Биография
Сергей Овинников родился 14 июня 1922 года в селе Чернава (ныне — Милославский район Рязанской области). После окончания десяти классов школы заведовал ДК на родине. В январе 1942 года Овинников был призван на службу в Рабоче-крестьянскую Красную Армию. С февраля того же года — на фронтах Великой Отечественной войны. Воевал в одном расчёте со своим братом Николаем, командовал орудием 314-го артиллерийского полка 149-й стрелковой дивизии 18-го стрелкового корпуса 65-й армии Центрального фронта. Отличился во время Курской битвы.
11 августа 1943 года в боях за город Дмитровск Орловской области расчёт Овинникова, выкатив своё орудие на прямую наводку, вёл огонь по укреплённым узлам немецкой обороны. Оставшись в живых один из всего расчёта, Овинников остался у орудия и продолжал вести огонь, пока не погиб. Похоронен вместе со своим расчётом в Дмитровске.
Указом Президиума Верховного Совета СССР от 29 сентября 1943 года за «образцовое выполнение боевых заданий командования на фронте борьбы с немецкими захватчиками и проявленные при этом отвагу и геройство» сержант Сергей Овинников посмертно был удостоен высокого звания Героя Советского Союза. Также посмертно был награждён орденом Ленина.
В честь братьев Овинниковых названы улицы в Чернаве и Дмитровске-Орловском, установлен памятник в Чернаве. Их орудие экспонируется в Центральном музее Вооружённых Сил.